# Шестень (річка)
Шестень — річка в Україні, в Лугинському й Коростенському районах Житомирської області. Ліва притока річки Ужа.

## Опис
Довжина 21 км. Похил річки — 1,4 м/км. Площа басейну — 146 км². 
По всій своїй довжині має 1 водойму. Річку перетинає 3 газопроводи, 1нафтопровід і 1 продуктопровід. 
Притоки: Жаразлинка,  Гранічевка (праві).

## Розташування
Бере початок на північно-східної околиці села Солов'ї Лугинського району. Спочатку декілька разів міняє напрямок течії, а потім тече на схід через село Васьковичі. Біля села Межирічка Коростенського району впадає в річку Уж.